# Diecezja Lafayette
Diecezja Lafayette (łac. Dioecesis Lafayettensis, ang. Diocese of Lafayette) – diecezja Kościoła rzymskokatolickiego w metropolii Nowy Orlean w Stanach Zjednoczonych w południowej części stanu Luizjana. 

## Historia
Diecezja została kanonicznie erygowana 11 stycznia 1918 roku przez papieża Benedykta XV. Wyodrębniono ją z archidiecezji nowoorleańskiej. Pierwszym ordynariuszem został kapłan archidiecezji Nowy Orlean Jules Benjamin Jeanmard (1879-1957). 29 stycznia 1980 diecezja utraciła zachodnią część swych terenów na rzecz nowo powstałej diecezji Lake Charles.

## Ordynariusze
- Jules Benjamin Jeanmard (1918–1956)
- Maurice Schexnayder (1956–1972)
- Gerard Louis Frey (1972–1989)
- Harry Flynn (1989–1994)
- Edward Joseph O’Donnell (1994–2002)
- Michael Jarrell (2002–2016)
- Douglas Deshotel (od 2016)